# Egon Schiele, vivre et mourir
Egon Schiele, vivre et mourir est une bande dessinée de Xavier Coste parue en mai 2012 aux éditions Casterman. C'est une biographie du peintre autrichien Egon Schiele.

## Éditions
- Egon Schiele, Vivre et Mourir, éditions Casterman, 2012  (ISBN 978-2203047785).